# بنتلي كونتيننتال جي تي
بنتلي كونتيننتال جي تي هي سيارة سياحية من إنتاج شركة بنتلي البريطانية. تم الكشف عنها لأول مرة في 2003 وبدأ إنتاجها في نفس العام.